# Pretty Dirty Secrets
Pretty Dirty Secrets es una serie web norteamericana, derivada de la serie de televisión Pretty Little Liars. La serie toma lugar en la tienda de disfraces Rosewood, donde los ciudadanos de Rosewood se preparan para Halloween.

## Producción
La serie web fue escrita por Kyle Bown y Kim Turrisi, y dirigida por Arthur Anderson. Kyle Bown, el asistente de la productora ejecutiva de "Pretty little liars" I. Marlene King, y Kim Turrisi, quien no forma parte del equipo de guionistas, fueron contratados para escribir la serie web de ABC Family.

## Elenco y personajes
Los miembros del reparto de Pretty Little Liars que aparecen en la serie web son:
- Aeriél Miranda como Shana (5 webisodios)
- Yani Gellman como Garrett Reynolds (3 webisodios)
- Brant Daugherty como Noel Kahn (2 webisodios)
- Vanessa Ray como CeCe Drake (2 webisodios)
- Brendan Robinson como Lucas (2 webisodios)
- Drew Van Acker como Jason DiLaurentis (2 webisodios)

## Episodios
| N.º | Título           | Dirigido por    | Escrito por             | Fecha de lanzamiento original |
| --- | ---------------- | --------------- | ----------------------- | ----------------------------- |
| 1   | «A Reservation»  | Arthur Anderson | Kyle Bown & Kim Turrisi | 28 de junio de 2012           |
| 2   | «A Reunion»      | Arthur Anderson | Kyle Bown & Kim Turrisi | 4 de septiembre de 2012       |
| 3   | «A Voicemail»    | Arthur Anderson | Kyle Bown & Kim Turrisi | 11 de septiembre de 2012      |
| 4   | «I'm a Free Man» | Arthur Anderson | Kyle Bown & Kim Turrisi | 18 de septiembre de 2012      |
| 5   | «Trade Off»      | Arthur Anderson | Kyle Bown & Kim Turrisi | 25 de septiembre de 2012      |
| 6   | «Association»    | Arthur Anderson | Kyle Bown & Kim Turrisi | 2 de octubre de 2012          |
| 7   | «Call Security»  | Arthur Anderson | Kyle Bown & Kim Turrisi | 9 de octubre de 2012          |
| 8   | «The "A" Train»  | Arthur Anderson | Kyle Bown & Kim Turrisi | 16 de octubre de 2012         |